# 索布罗萨
索布罗萨是葡萄牙波尔图区的一个堂区。总面积4.87平方公里，总人口2502人，人口密度513.8人/平方公里。